# کرام‌الدین رضازاده
کرام الدین رضازاده (زاده ۱۳۴۹ مرکز ولایت غور) سیاستمدار افغانستان و نماینده مردم ولایت غور در دوره شانزدهم مجلس نمایندگان است. وی در مجلس شانزدهم نمایندگان افغانستان عضو کمیسیون امور داخلی می‌باشد.

## زندگی‌نامه
کرام الدین رضازاده زاده ۱۳۴۹ از مرکز ولایت غور می‌باشد. ایشان تحصیلات ابتدایی خود را تا مقطع فوق دیپلم (فوق بکلوریا) به پایان رسانید و وارد جبهه جنگ شد.
قومیت تاجیک= دیگر فعالیت‌ها ==
دیگر فعالیت‌های ایشان:
- رئیس اسناد و ارتباطات ولایت غور (۱۳۸۱–۱۳۸۲).
- والی غور (۱۳۸۳–۱۳۸۹).